# 嘉義県 (日本統治時代)
嘉義県（かぎけん）は、日本統治時代の台湾の地方行政区分のひとつ。

## 地理
清朝統治時代の台湾の嘉義県および雲林県の領域を管轄した。現在の南投県南部、雲林県、嘉義市、嘉義県、台南市北部に当たる。

## 歴史

### 沿革
- 1897年（明治30年）6月10日 - 六県三庁制の施行に伴い台南県嘉義支庁および台中県雲林支庁が分立し成立[1]。
- 1898年（明治31年）6月18日 - 三県三庁制の施行に伴い廃止となり台南県および台中県に編入する。

## 行政

### 歴代県知事
- 小倉信近：1897年6月14日[2] - 1897年12月30日[3]
- 磯貝静蔵：1898年3月29日[4] - 1898年6月18日